# Vleesdeeg
Vleesdeeg wordt in de snackindustrie gebruikt om bijvoorbeeld frikandellen of gehaktballen te maken. Het bestaat meestal uit gemalen separatorvlees, vaak aangemaakt met zetmeel en geur-, kleur en smaakstoffen.